# Місце для нас
Місце для нас - дебютний роман Фатіми Фархін Мірзи, опублікований у Нью-Йорку 12 червня 2018 р.  Це перша книга, видана новим видавництвом Сари Джессіки Паркер, SJP для Хогарта.   Роман розгортається навколо індійсько-мусульманської родини, яка живе в Північній Каліфорнії, прагнучи знайти баланс між традиціями та сучасністю. Сім’я з п’яти осіб шукає свій дім у метафоричному та дослівному сенсі. Читачам можна побачити сімейне життя з самого початку, починаючи від Лейли, яка дізналася про пропозицію Рафіка, і те, як вони прибули до Америки, та те, як троє їхніх дітей згодом опинились між власним життям та життям своїх батьків, які очікують, що вони наслідуватимуть їхню культуру.  

## Про автора
Фатіма Фархін Мірза народилася в Каліфорнії в 1991 році. Її батьки мають індійське походження. Закінчила письменницьку майстерню в Айові, де отримала стипендію Мішнера-Коперника . 

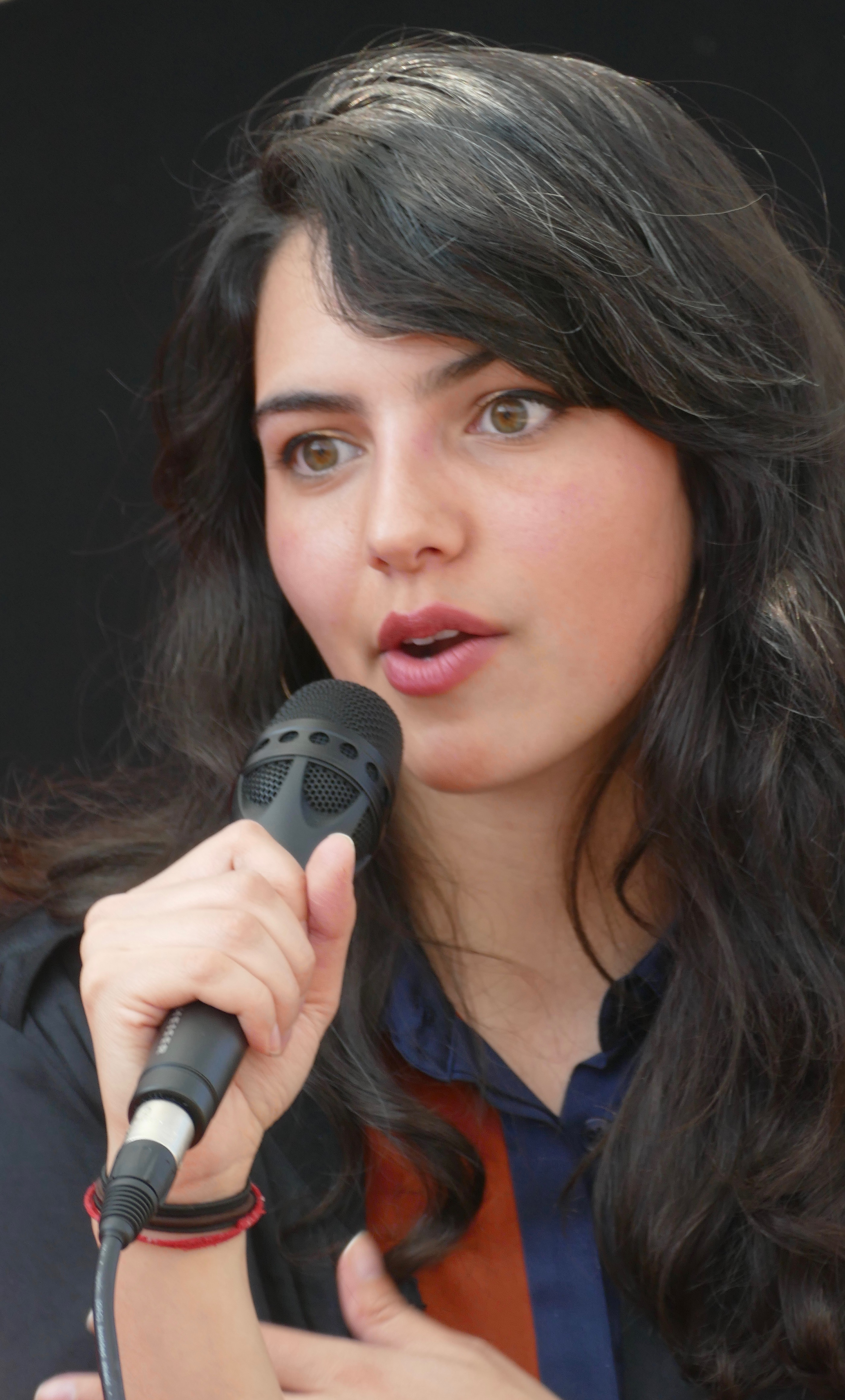
Фатіма Фархін Мірза в березні 2019 року.

## Сюжет
Книга розділена на чотири частини.
Частина перша починається з весілля старшої доньки Хадії в Північній Каліфорнії. Замість того, щоб прийняти домовлене подружжя, Хадія вирішує будувати своє життя з чоловіком,якого обрала сама - Таріком. Хадія вирішує запросити її рідного брата Амара, який повертається через 3 роки відсутності жодних контактів з родиною. Він зустрічає знайомі обличчя зі свого минулого життя, коли вітає гостей. Родина спостерігає за ним здалеку, обережно, щоб не сказати нічого, що засмутить його. Їхня мати Лейла несамовито бігає, заертаючи увагу на кожного гостя, переконуючись, що весілля її дочки проходить без проблем. Вона шукає свого чоловіка Рафіка в натовпі, щоб подивитися на нього і поділитися думками, аби оцінити, куди вони прийшли в житті.
Частина друга книги дає читачам проблиски минулого, які створюють уявлення про те, як все призвело до весілля. Частина починається спогадом про четверте липня. Троє малих сестер та брат благали батька взяти їх, щоб побачити феєрверк. Хадія та Худа сидять разом, схрестивши ноги, зачаровані від феєрверком, маленький Амар притулився до матері, широко розкривши очі від здивування.
Сцена переходить до молодої Лейли в Індії, яка розмовляє зі своєю молодшою сестрою Сарою про потенційну пропозицію чоловіка на ім'я Рафік в Америці. Вона задається питанням про будинки та дороги там, і чи піде вона слідом за Рафіком до Америки.
Будучи маленькими дітьми, Хадія турбується про Амара, який бреше, щоб захистити її та Худу, ще більше засмучуючи їх батька. Вона замислюється над тим, як розуміє ревнощі, слухаючи коментарі матері про інших жінок та почуття інших дівчат, які говорять про Аббаса. Рафік розповідає Амару про годинник, який передавався від батька до сина поколіннями.
Підліток Амар знову розмовляє з Амірою, що призводить до того, що він бажає, щоб вони могли зустрітися ще раз.
Одного разу Рафік приходить додому з новиною про те, що старший хлопчик Алі, Аббас, загинув в автокатастрофі. І Хадія, і Амар приєднуються до Рафіка в машині, щоб зупинитися біля будинку Алі, щоб оплакати загиблого з родиною. Амар заходить до кімнати Аміри, обидва вони знаходять трохи спокою в присутності один одного.
Лейла подорожує додому до Хайдарабаду, Індія, без своєї родини. Вона шукає втіхи у своїх молитвах та любові до Бога. Амар вступає в бійку в школі, коли троє хлопчиків заштовхують його в роздягальню і наказують їхати назад до своєї країни. Вони говорять йому, що Рафік схожий на терориста, і Амар завдає першого удару одному з хлопців. Коли шкільну медсестру покликають Рафіка приїхати за ним, Амар хотів б, щоб це була його мати,замість батька.

За кілька місяців до закінчення школи Хадіа вона веде своїх молодших братів і сестер до магазину морозива. Амар довіряє своїм сестрам; він каже їм, що відчуває, ніби більше не є частиною школи через те, що є мусульманином. У меджіді він намагається слухати релігійні лекції. Він згадує час, коли вони з Аббасом обговорювали релігійні історії та те, як вони колись підуть і створять собі життя.
Лейла знаходить у кімнаті Амара коробку з фотографією Аміри, вона панікує і думає, що Аміра буде відволікати Амара. В результаті вона їде до будинку Алі, щоб поговорити з мамою Аміри, щоб викрити стосунки їхніх дітей. Батьки Аміри змушують її закінчити справи з Амаром через його погану репутацію.
Під час сімейної вечері, останньої перед від'їздом Хадії до медичного училища, Хадія запитує когось, чи бачили її годинник, в результаті чого Рафік звинувачує Амара. Амар мовчить і відчуває, ніби спостерігає за своїм життям з чужої точки зору. Він переймається, що його серце занадто заплямоване гріхами і що він не може очиститись. Він починає вживати наркотики, щоб змиритись із втратою Аббаса, Аміри та, на його думку, втратою любові батьків.
Частина третя відкривається на весіллі Хадії. Батьки помічають, як Аміра та Амар розмовляють. Амар здивований, що Аміра попросила поговорити з ним наодинці. Він активно докладає зусиль, щоб вдавати, ніби більше її не любить. Він знає, що навіть знайшовши іншу жінку, він завжди буде піклуватися про Аміру. Він показує їй шрами на голках і просить її нікому не говорити. Аміра каже йому, що це його мати прийшла до неї додому, щоб розповісти матері про їхні стосунки. Амар іде випити в сусідньому барі. Він сидить біля закладу, намагаючись оговтатися, щоб повернутися за сестрою. Лейла відправляє Рафіка, щоб знайти Амара для сімейної фотографії. Амар розуміє, що він знесилений злістю, і плаче в обіймах батька.
Частина четверта - з точки зору Рафіка, він розмовляє з Амаром так, ніби він був поруч із ним. Літній Рафік потрапляє до лікарні, де працює Хадія. Це вперше, коли він може стати свідком її роботи. Зараз Хадія - шанований лікар і мати двох дітей. Рафік розмовляє з Амаром про своїх онуків, Аббаса і Тахіру, про те, що він зараз набагато спокійніший і люблячіший. Він виявляє, що викидає старі іспити Амара, лише ради того щоб потім дістити їх із сміття і покласти у шухляду свого столу. Рафік згадує про свої помилки і про те, де він помилився з Амаром, визнаючи, що вважав, що це його вина, що Амар пішов.

## Персонажі

### Основні персонажі

#### Амар
Амар є наймолодшим в сім'ї та єдиним хлопчиком родини. Він один із основним персонажів в книзі і є одним із оповідачів. Протягом усієї книги Амар намагається визначити, хто він такий, і емоційна плутанина, з якою він зіткнувся, змушує його діяти. Його нестабільні стосунки з релігією в кінцевому підсумку створюють напруження у стосунках з батьками. Він намагається знайти своє місце в сім'ї, що викликає у нього відчуття, що він дивиться на свою сім'ю з погляду сторонніх.

#### Хадіа
Хадіа - одна із чотирьох головних героїв / оповідачів. Її весілля - один із ключових моментів у всій книзі, коли читачі бачать її як дорослу жінку, яка виходить заміж, і повертаються до сцен протягом усього дитинства, щоб зрозуміти, як вона туди потрапила. Оскільки найстарша дівчинка Хадія бореться з тим, наскільки суворими є її батьки, саме це змушує її відчувати ревнощі до Амара через поблажливість, яку їм дають батьки.

#### Рафік
Читачам можна побачити життя Рафіка, коли він разом зі своєю новоспеченою дружиною переїхав до Америки. Рафік зображений холодним і стриманим батьком. Він часто досить жорстко ставиться до своїх дітей, особливо до Амара. Останній розділ книги - з точки зору Рафіка, і виявляється, що йому діагностовано пухлину мозку. Рафік розмірковує про свої стосунки з Амаром і звинувачує себе в тому, що він втік.

#### Лейла
Лейла вважається м'якою серцем матір'ю, і, як показано, вона має особливий зв'язок зі своїм сином Амаром. Читачам демонструють фрагменти життя Лейли, починаючи з того часу, коли вона вперше обговорює потенційну пропозицію в Індії зі своєю молодшою сестрою, до подружнього життя її та Рафіка з дітьми. Лейла вирішує зберегти мир з Рафіком, а не підштовхувати його і сперечатися. Вона засмучується тим, як він кричить на їхніх дітей, але вважає, що він завжди стримується, коли сперечається з нею. Вона сприймає свого чоловіка як постійне благословення її життя.

### Другорядні персонажі

#### Худа
Худа - середня сестра. Читачам дають лише певний погляд на життя Худи, завдяки чому її розглядають як побічного персонажа драми, яка оточує решту її сім’ї.

#### Аббас
Аббас Алі - один із хлопців-мусульман у їхній громаді. Аббас був першим хлопцем, в якого Хадія таємно закохалась. Будучи підлітком, Аббас бере Амара під своє крило. Раптова смерть Аббаса внаслідок дорожньо-транспортної пригоди сильно вплинула і на Хадію, і на Амара. Амар втратив когось, кого вважав братом і довіреною особою, а Хадія втратила шанс справжнього кохання, потенціалу того, чим могло бути її життя.

#### Аміра
Аміра - молодша сестра Аббаса і перше кохання Амара. Після смерті Аббаса Аміра та Амар зав'язали свої таємні стосунки.

## Оцінка критиків
"Місце для нас" потрапило до списку бестселерів.  Книга була визнана однією з найкращих книг 2018 року за версією NPR,  Refinery 29,  та Washington Post 